# کارستن بروئر
کارستن بروئر (انگلیسی: Carsten Breuer؛ زادهٔ ۱ دسامبر ۱۹۶۴) ژنرال نیروی زمینی آلمان است، که از مارس ۲۰۲۳ به‌عنوان هفدهمین بازرس کل بوندس‌وهر فعالیت می‌کند.
بروئر فعالیت نظامی را از سال ۱۹۸۴ در نیروی زمینی آلمان آغاز کرد، از ۲۰۰۲ تا ۲۰۰۴ رئیس ستاد تیپ ۴۱ پیاده زرهی بود، در فاصله سال‌های ۲۰۰۴ تا ۲۰۰۶ فرماندهی گردان ۱۲ توپخانه پدافند هوایی را برعهده داشت و از ۲۰۰۸ تا ۲۰۱۰ به‌عنوان معاون تحول فرمانده عالی متفقین اروپا فعالیت می‌کرد.
وی از ۲۰۱۰ تا ۲۰۱۱ رئیس شاخه مبانی نظامی-استراتژیک ستاد نیروهای مسلح و از ۲۰۱۲ تا ۲۰۱۳ رئیس شاخه مفاهیم سیاست نظامی و امنیتی در وزارت دفاع فدرال آلمان بود، در فاصله سال‌های ۲۰۱۳ تا ۲۰۱۴ فرماندهی تیپ ۳۷ پانزرگرنادیر را برعهده داشت، از ۲۰۱۶ تا ۲۰۱۷ به‌عنوان معاون اطلاعات و عملیات بوندس‌ور فعالیت می‌کرد، در فاصله سال‌های ۲۰۱۸ تا ۲۰۲۱ فرمانده نیروهای ویژه زمینی آلمان بود و از ۲۰۲۱ تا ۲۰۲۳ فرماندهی دفاع داخلی را برعهده داشت.